# Gondiya
Gondiya (bengali: গোনদিয়া, hindi: गोंदिया जिला, kannada: ಗೊಂದಿಯಾ, marathi: गोंदिया) är en ort i Indien.   Den ligger i distriktet Gondiya och delstaten Maharashtra, i den centrala delen av landet, 900 km söder om huvudstaden New Delhi. Gondia ligger 322 meter över havet och antalet invånare är 124 897.
Terrängen runt Gondia är platt. Runt Gondia är det tätbefolkat, med 570 invånare per kvadratkilometer. Det finns inga andra samhällen i närheten. Trakten runt Gondia består till största delen av jordbruksmark.